# Et tu, mi fili
Et tu, mi fili!  лат. (изговор:ет ту, ми фили). И ти мој сине. (Гај Јулије Цезар)

## Поријекло изреке
Ове ријечи изговорио је умирући Гај Јулије Цезар угледавши међу убицама и свога миљеника 
Јунија Брута.

## Изрека другачије
Tu quoque, fili (Brute)!лат.(изговор:ту квокве, фили (Бруте)),(Зар)и ти сине (Бруте).

## Изрека у српском језику
„Зар и ти сине Бруте?“ Ове ријечи изговарају се када се жели исказати изненађење и запрепашћеност због поступка неке блиске особе.